# 林淑端
林淑端，台灣學者、教育家。專精於分子生物研究，主要研究領域為 RNA 降解機制，為該領域帶來許多創新發現，包括發現細菌具有「RNA降解體」及其位於細菌內膜，並發現 RNA 降解體在基因表現過程的完整功能。2017 年，發現大腸桿菌在腸道無氧環境中，即是以 RNA 降解體的機制維持生存並適應環境，進一步探索人類腸道細菌生態及代謝。目前為中研院分子生物研究所特聘研究員。

## 生平
林淑端從小立志當老師，1977 年自彰化教育大學科學教育生物系畢業後，於梧棲國中任教四年，而後轉往美國繼續攻讀，1987 年取得美國德州大學達拉斯分校的生物研究博士學位。1990 年至 2006 年皆在中央研究院分子生物研究所任職，2007 年至 2016 年擔任國際處創建處長，結合教育與科技專業，招募來自各國的研究人員、培養專業人才。
2008 年起林淑端擔任中央研究院分子生物研究所特聘研究員，研究室成員來自世界各國，範圍包括美國、西班牙、印度、新加坡、台灣等國家，成員即使離開研究室後也繼續從事相關研究。
2020 年林淑端獲頒「台灣傑出女科學家獎」之傑出獎，並開始參與吳健雄基金會與台灣萊雅辦理的高中女校科學巡迴活動，鼓勵年輕一輩的女性學生探索新知。

## 學術成就
林淑端從美國返回台灣從事研究初期，學界普遍對 RNA 降解不感興趣，但他仍埋首其中。1996 年於《美國國家科學院院刊》發表論文，獨立分離出 RNA 降解體，並鑑定主要蛋白為 RNase E、PNPase、RhlB helicase 和 Enolase，是全球首先發現這項成果的兩組研究團隊之一。
2001 年首度發現 RNA 降解體的位置是位於細菌內膜，2004 年與國際團隊共同發現 RNA 降解在基因表達過程中的功能。
同時也研究細菌中的非編碼小 RNA（non-coding small RNA），發現細菌會利用其調控防禦病毒感染和引發疾病，並研究這些小 RNA 的裁切與降解。
林淑端長期以大腸桿菌這種常見於人體腸道內的細菌為模型，進一步從腸道的無氧環境中，觀察細菌如何透過 RNA 降解體調控生存能力並適應環境。2017 年發表的研究即是指出細菌在無氧環境中轉變並存活的過程，也首度揭露大腸桿菌中含有糖酵解烯醇酶（glycolysis enolase）的原因。
林淑端投入 RNA 研究的啟發包括他在美國德州大學達拉斯分校的老師 Hans Bremer，以及日本科學家富澤純一。

## 獎項
| 年份 | 獎項                                  |
| ---- | ------------------------------------- |
| 1995 | 中華民國第33屆十大傑出青年            |
| 1997 | 中研院年輕學者研究成果獎 - 生命科學組 |
| 2009 | 第53屆教育部學術獎 - 生物及醫農科學   |
| 2013 | 世界科學院 TWAS 科學獎                |
| 2020 | 台灣傑出女科學家獎 - 傑出獎           |

## 外部連結
Sue Lin-Chao Lab （页面存档备份，存于）